# Distretto di Huaytará
Il distretto di Huaytará è uno dei sedici distretti della provincia di Huaytará, in Perù. Si trova nella regione di Huancavelica e si estende su una superficie di 401.25 chilometri quadrati.